# وقواق أرضي صغير
الوقواق الأرضي الصغير (الاسم العلمي: Morococcyx erythropygus)، هو نوع من طيور الوقواق في جنس عُصعوص مُورووِيّ أحادي الطراز من فصيلة الوقواقية. يوجد في كوستاريكا والسلفادور وغواتيمالا وهندوراس والمكسيك ونيكاراغوا. موائلها الطبيعية هي الغابات الجافة شبه الاستوائية أو الاستوائية، وأراضي الأشجار القمئية الجافة شبه الاستوائية أو الاستوائية، والغابات سالفة الذكر متدهورة بشدة.